# Bartoszewice (Grande-Pologne)
Pour les articles homonymes, voir Bartoszewice.
Bartoszewice (prononciation : [bartɔʂɛˈvit͡sɛ]) est un village polonais de la gmina de Jutrosin dans le powiat de Rawicz de la voïvodie de Grande-Pologne dans le centre-ouest de la Pologne.
Il se situe à environ 6 kilomètres au nord-ouest de Jutrosin (siège de la gmina), à 20 kilomètres au nord-est de Rawicz (siège du powiat) et à 81 kilomètres au sud de Poznań (capitale régionale).
Le village possédait une population de 128 habitants en 2014.

## Histoire
De 1975 à 1998, le village faisait partie du territoire de la voïvodie de Leszno.

Depuis 1999, Bartoszewice est situé dans la voïvodie de Grande-Pologne.